# Üreges szarvasgomba
Az üreges szarvasgomba (Tuber excavatum) a szarvasgombafélék családjába tartozó, Európában honos, lombos erdőkben élő, ehető gombafaj.

## Megjelenése
Az üreges szarvasgomba termőteste föld alatti fészekben növő, 1-4 (6) cm átmérőjű apró burgonyához hasonlító, szabálytalan alakú, néha lapított, barázdált vagy  lebenyes gumó. Az alapi részén jól látható üreg található, mintha féreg rágta volna ki. Színe frissen barnás-narancsos, később okkeres-barnásra fakul. Felszíne sima, de nagyító alatt finoman szemölcsös. 
Húsa (gleba) szívós, parafa keménységű. Színe barnásokkeres, idősen vörösbarna, amit sárgás, elágazó erek márványoznak; ezek többnyire az alapból erednek és sugarasan széttartanak.  
Többé-kevésbé intenzív szaga szarvasgombaszerű, néha fokhagymás, idősen kellemetlen; más források szerint szaga érett sajtra vagy főtt kukoricára emlékeztet. Íze gyenge, szarvasgombaszerű. 
A tömlők (aszkuszok) megnyúlt kerekdedek vagy ellipszis alakúak, nyél nélküliek vagy rövid nyelűek, 1-4 (többnyire 3-4) spórásak, méretük 65-110 x 60-80 µm. Az aszkospórák 30-50 x 22-32 µm-esek (ha több spóra van a tömlőben, a méretük kisebb), ellipszis alakúak, sárgák, éretten sárgásbarnák, áttetszőek, felszínüket szabálytalan hálós kiemelkedések díszítik.

### Hasonló fajok
A rőt szarvasgomba hasonlít hozzá. Fakóbb példányai külsőre összetéveszthetők az isztriai vagy a fehér szarvasgombával is.  

## Elterjedése és életmódja
Európai elterjedésű faj, Magyarországon gyakori. 
Meszes talajú lomberdőkben (tölgyesekben, bükkösökben) él, általában a talaj felszínéhez közel. Tavasztól késő őszig terem.
Ehető, de a többi szarvasgombához képest nem túl ízletes.   

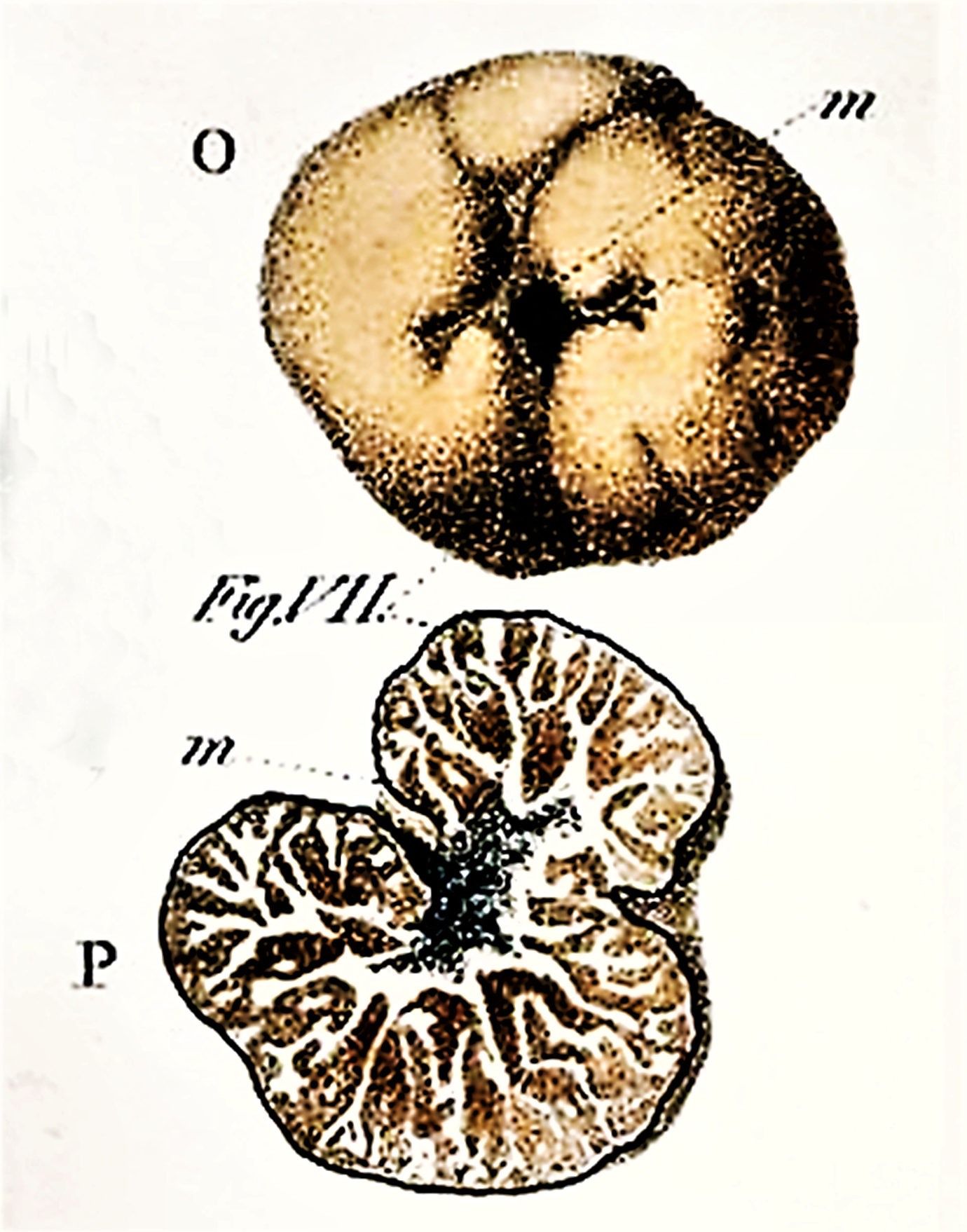